# آلامانینی
آلامانینی شهری در شهرستان بورزانگا در استان بام در بورکینافاسوی شمالی است و جمعیت آن ۷۰۴ نفر است.